# Rue de Guébriant
La rue de Guébriant est une voie du 20e arrondissement de Paris, en France.

## Origine du nom

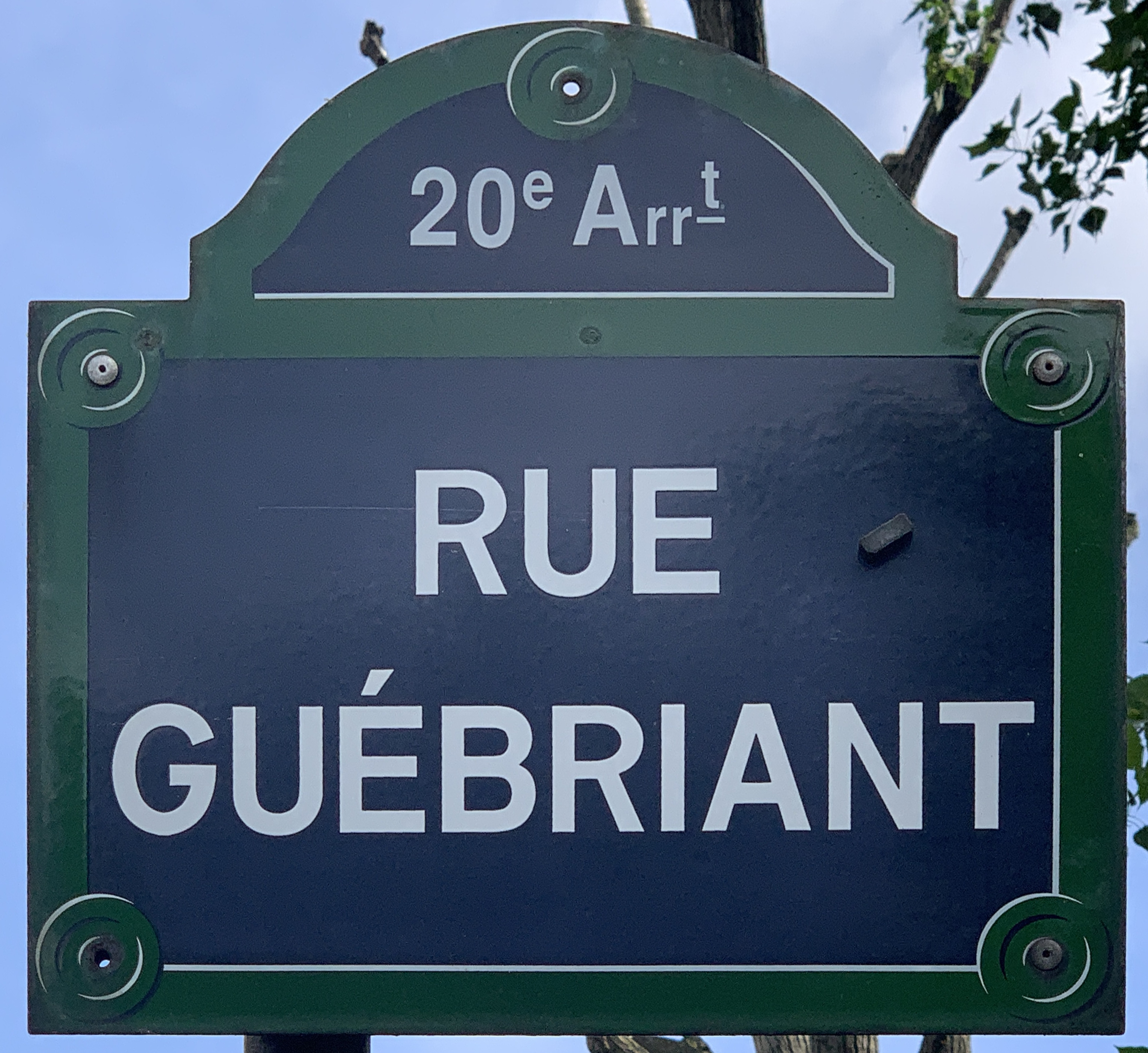
Plaque de la rue.

Cette rue a été baptisée du nom du maréchal de France, Jean-Baptiste Budes, comte de Guébriant (1602-1643).

## Historique
Cette rue, qui porte son nom depuis son ouverture par un arrêté du 7 décembre 1933, a été ouverte sur l'emplacement du bastion no 17 de l'enceinte de Thiers.